# Öreg-Bakony
Az Öreg-Bakony, vagy másik nevén a Magas-Bakony a Bakony északi, magasabb hegycsúcsokkal tűzdelt, szurdokokkal szabdalt, tagolt tájegysége. Itt található a Bakony legmagasabb pontja a 709 méter magas Kőris-hegy is, valamint a Cseszneki vár, az Ördög-árok és Zirc is. Itt folyik többek között a Cuha, a Gerence, valamint a Gaja-patak.
Az Öreg-Bakony anyagát mezozoós karbonátos üledékek alkotják. A kőzeteket a triász, jura, valamint a kréta időszakból származó mészkövek alkotják. Pénzesgyőr és Farkasgyepű közt eocén mészkő is megjelenik. Átlagos tengerszint feletti magassága 450 méter, amely egyúttal a Bakony tájegységein belül a legmagasabb. Felszínét árkok, fennsíkok maradványai, hegyközi medencék és sasbércek tagolják.
Éghajlatának mikroklímája mérsékelten hűvös, nedves, részben hűvös, nedves éghajlatú. Évi közép hőmérséklete 8,5-9,5 °C fok közt alakul. A leggyakoribb szélirány az északnyugati és az északi szél. Az éves csapadékmennyiség összege az Öreg-Bakony területén eléri átlagosan a 750–800 mm-t is. A hótakaróval borított napok száma elérheti a 60-70 napot is. Az Öreg-Bakony területén az ariditási index értéke 0,85.
Az Öreg-Bakony a Vesprimense flórajáráshoz tartozik. Az Öreg-Szarvad-árok felett előforduló szálkás árvalányhaj (Stipa bromoides) egy valódi mediterrán növényfaj. A tájegység területén előfordul még havasi ribiszke (Ribes alpinum) is. A terület erdősültsége 66,2 százalék. Az Öreg-Bakonyban a kicsiny, szigetszerű száraz lejtőgyepek és sziklai vegetációfoltok jellemzőek az erdőségek között. A területen mindössze 4 darab dolomitsziklagyep és sziklafüves lejtősztyeprét ismert, melyek állaga jellegtelen, a nagyvadállomány által erősen letaposott növényzettel fedett.